# Desa Tobongjaya
Desa Tobongjaya är en administrativ by i Indonesien.   Den ligger i provinsen Jawa Barat, i den västra delen av landet, 210 km sydost om huvudstaden Jakarta.